# Hallenbad

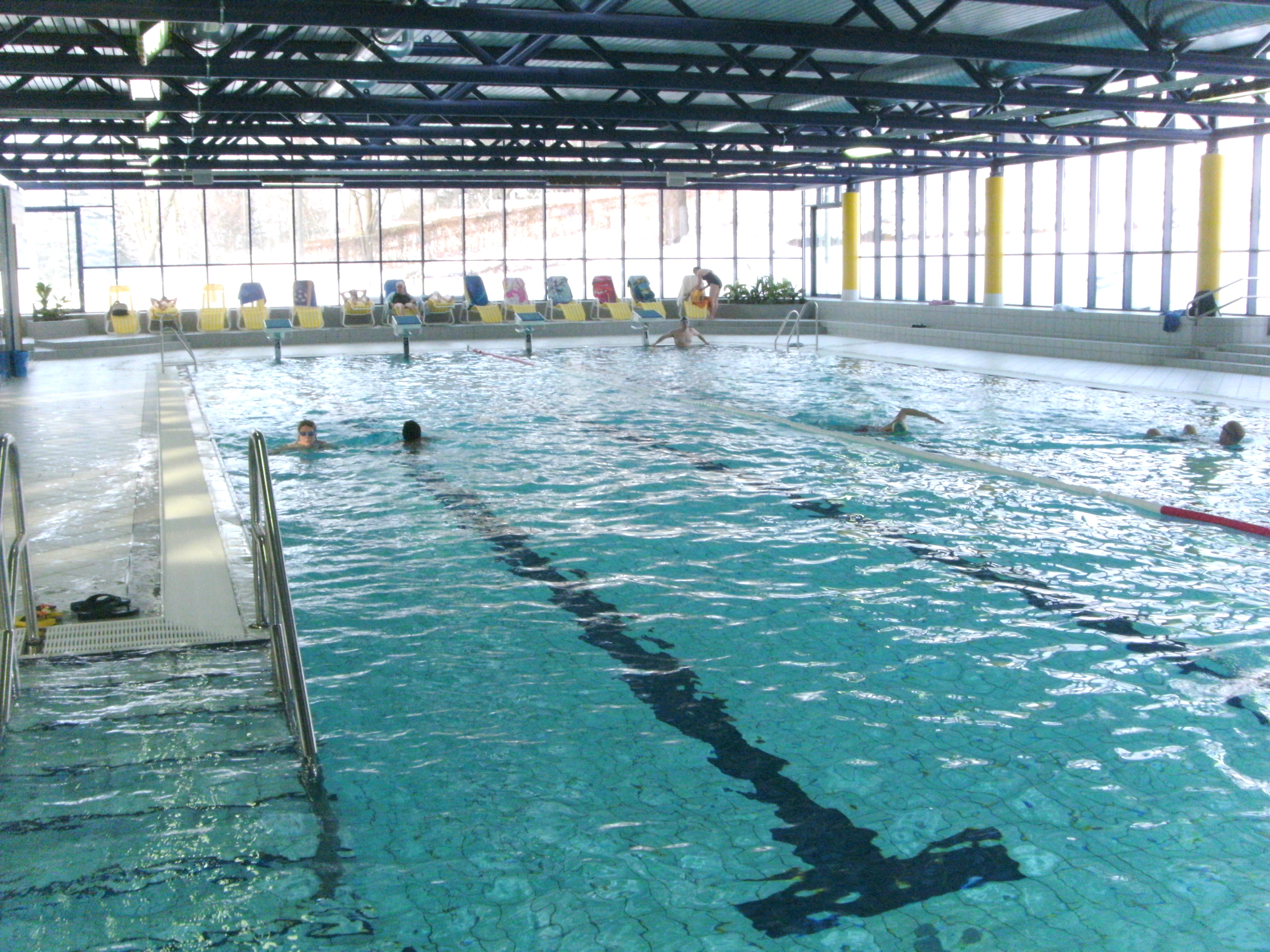
Hallenbad Hütteldorf

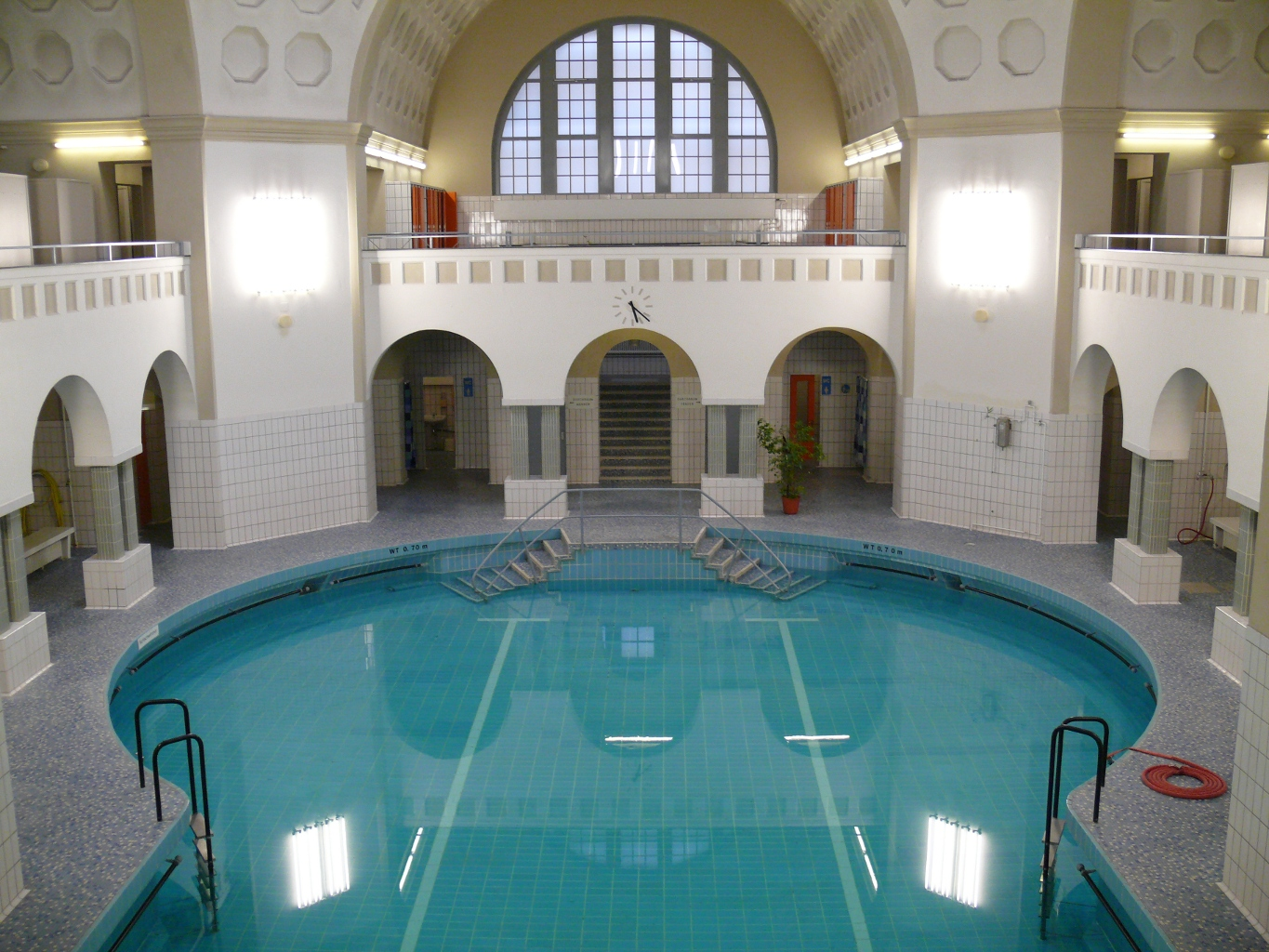
Denkmalgeschütztes Herschelbad in Mannheim

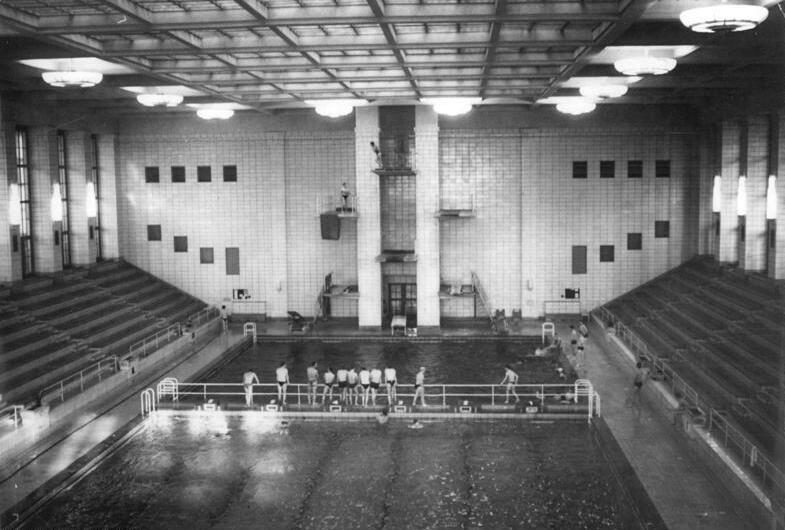
Schwimmhalle „Neptun“ in Rostock (1959)

Ein Hallenbad oder Schwimmhalle ist ein in geschlossenen Räumen angelegtes Schwimmbad.
Hallenbäder werden unterteilt in öffentliche und private Schwimmhallen. Hotel-Schwimmhallen und Therapiebäder sind Sonderformen der öffentlichen Schwimmhalle. Für die Benutzung öffentlicher Anlagen wird normalerweise eine Gebühr erhoben, wobei diese bei den meisten kommunalen Bädern nicht kostendeckend ist.

## Ausstattung
Öffentliche Hallenbäder bestehen im Allgemeinen aus folgenden Raumgruppen:
- Schwimmhalle mit einem oder mehreren Schwimmbecken (z. B. Schwimmerbecken und Nichtschwimmerbecken, gelegentlich auch ein Sprungbecken) und den Beckenumgängen
- Technik (vor allem die Wasseraufbereitung) und technische Nebenräume
- Nebenräume für den Badegast (etwa Foyer, Umkleideräume, Toiletten, Duschen, oftmals auch gastronomische Einrichtungen)
- Nebenräume für das Personal (etwa Personalumkleideräume)

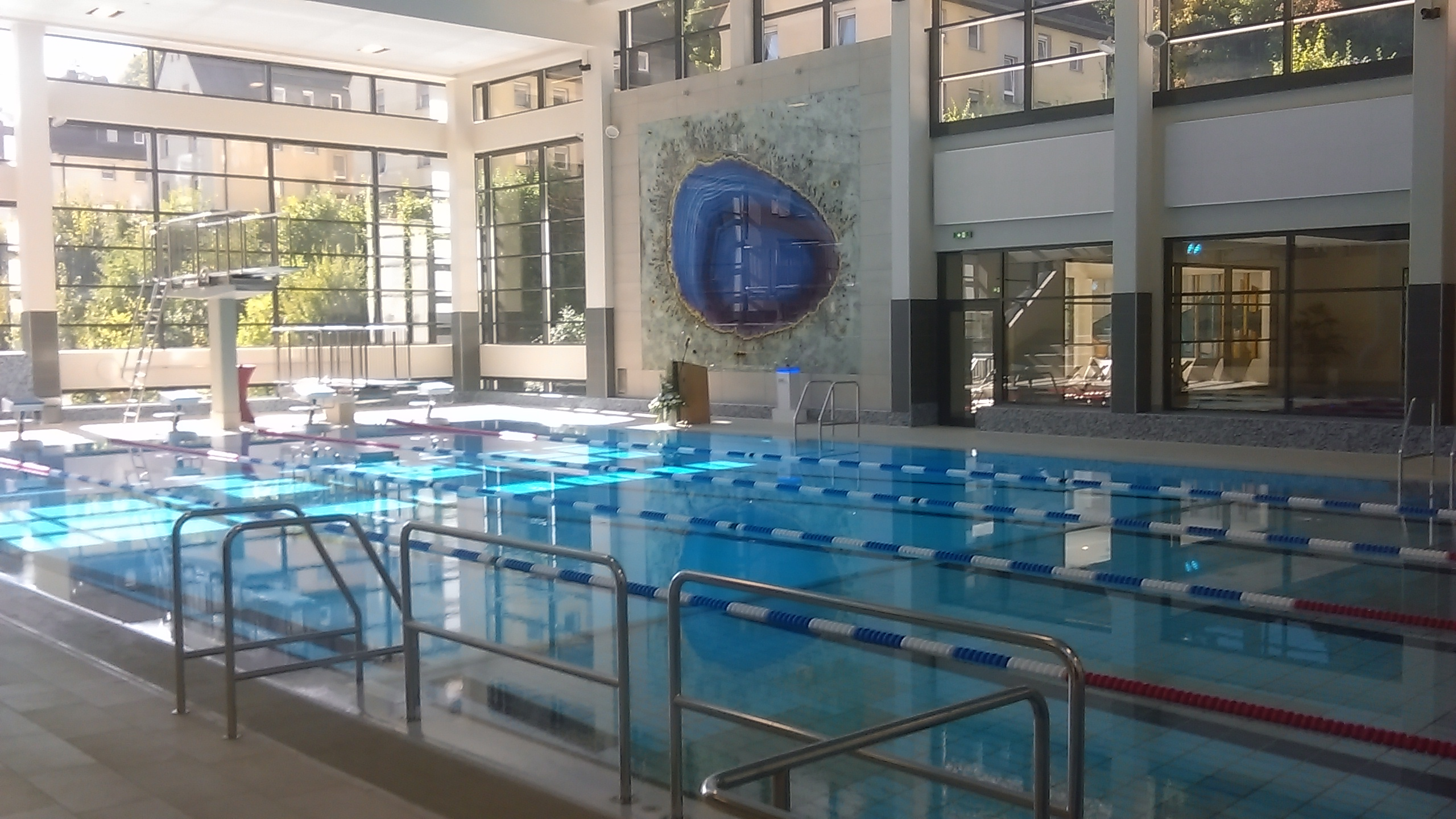
Grundsaniertes Hallenbad Idar-Oberstein mit Edelstein in Fassade

Einige Hallenbäder sind auch als Erlebnis- oder Wellnessanlagen mit Sauna, Dampfbad, Solarien, Wasserrutschen, künstlichen Tropenlandschaften, Sprungturm, Tauchbecken, Fitnessbereichen und Wellenbecken eingerichtet.

## Energieversorgung
Aus gesundheitlichen und Komfortgründen werden Wasser und Raumluft in Hallenbädern auf Temperaturen zwischen 25 und 38 °C beheizt. In Kombination mit den Hallengebäuden führt dies zu einem hohen Bedarf an Heizwärme, für weitere Systeme (Wasseraufbereitung, Saunabeheizung, Wellenmaschinen, Pumpen für Wasserrutschen oder Sprudelanlagen) wird entsprechend elektrische Leistung benötigt. Die meisten Hallenbäder in Mitteleuropa decken ihren Energiebedarf mit in Kraft-Wärme-Kopplung betriebenen Blockheizkraftwerken.

## Gebäudehülle und Bauphysik in Schwimmhallen

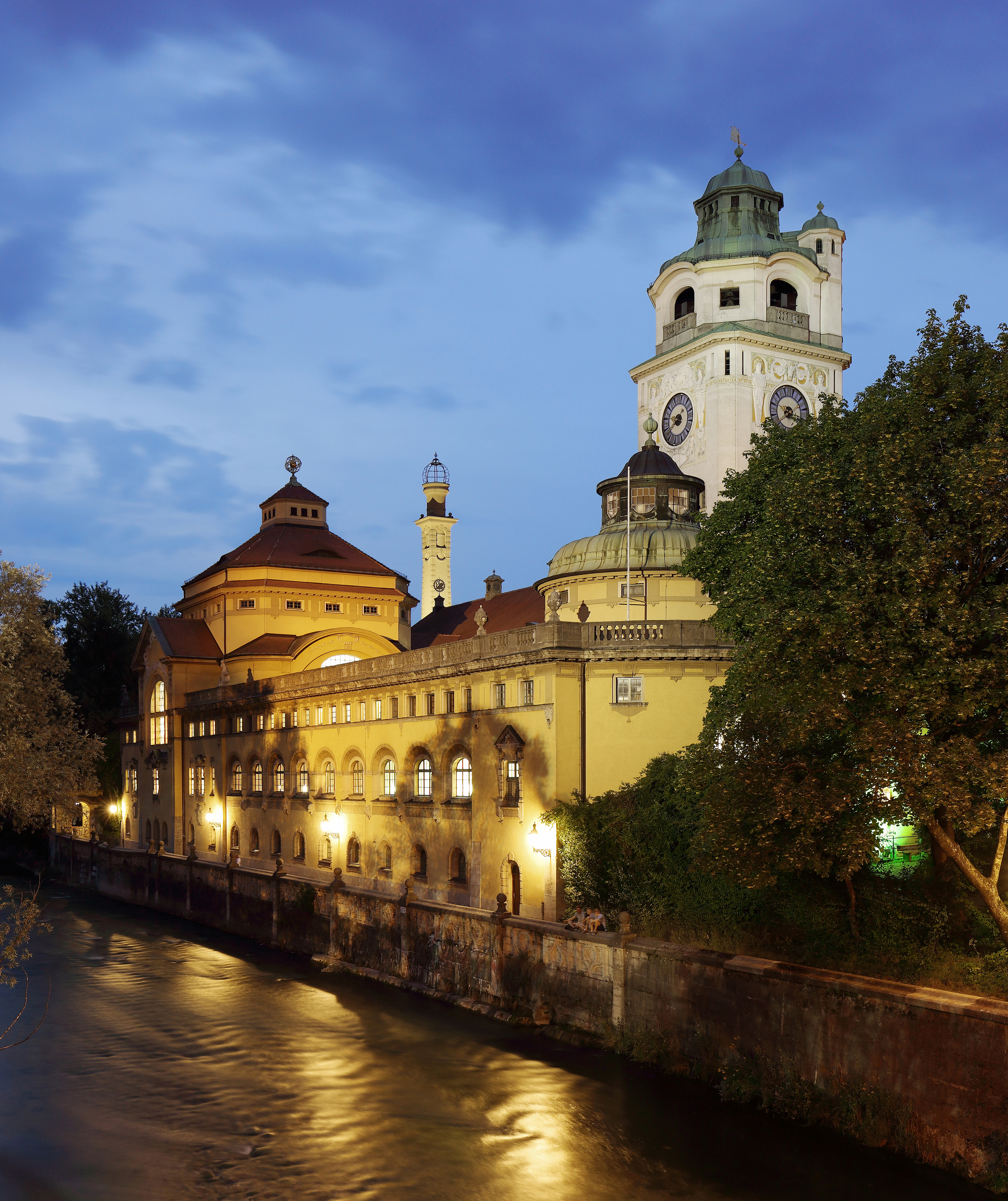
Müllersches Volksbad, München, eröffnet 1901

Die Gebäudehülle eines Hallenbades besteht im Wesentlichen aus Wänden, Fenstern und Dach oder einer Decke zu einem Obergeschoss.
Aufgrund der erhöhten Temperatur und Luftfeuchte sowie möglicher korrosiver Bestandteile in der Luft ist der bauphysikalischen Sicherheit besonders Rechnung zu tragen. Alle Bauteile müssen so gestaltet sein, dass schädliche Feuchte- bzw. Schimmelpilzbildung vermieden wird.
Hallenbäder bzw. Schwimmhallen werden üblicherweise mit gleichbleibend konstantem Klima betrieben, z. B. 30 °C Raumtemperatur und 60 % relativer Luftfeuchte. Aus diesem Grund ist die Diffusionsrichtung nahezu ganzjährig von innen nach außen gerichtet. Feuchteregulierende Innenputze, die z. B. im Wohnbad zu Stoßzeiten Feuchte aufnehmen und später wieder in den Raum abgeben, sind beim gleichbleibenden Dauerklima unwirksam, da die Feuchte nicht wieder abgegeben werden kann. Deshalb ist hier eine absolute Dampfsperre z. B. Aluminiumfolie auf der Innenseite der umschließenden Bauteile sinnvoll. Die Dampfsperre hat den weiteren Vorteil, dass sie die Baukonstruktion auch vor Chlorideintrag schützt.
Besonders wichtig ist auch ein ausreichender Wärmeschutz, um Schimmelpilzbildung zu vermeiden. Dafür muss sichergestellt sein, dass die Oberflächentemperatur auch im hintersten Eck immer über 25,1 °C liegt.

## Sicherheit
Aus Sicherheitsgründen werden vor allem die Becken von Aufsichtspersonen überwacht. Insbesondere wird auf drohendes Ertrinken von Personen geachtet. Die Bodenverfliesung bietet durch strukturierte Oberfläche auch nassen Füßen eine gewisse Haftung. Regeln wie „kein Laufen“ und „kein Hineinspringen ins Becken“ sollen Unfallverletzung durch Stürzen, Zusammenprallen, Anprallen und Aufeinanderspringen vermeiden helfen. Startsockel an einem Ende jeder Schwimmbahn erlauben bei etwa 10–12° Neigung zur Bahn hin, mit rauer oder strukturierter Oberfläche und typisch 55 cm Breite und 75 cm Länge jeweils einer Person den Startsprung in die Bahn.
Der Materialwahl für sicherheitsrelevante Bauteile (Deckenabhängungen) sollte bereits bei der Planung eine erhöhte Aufmerksamkeit gewidmet werden (Spannungsrisskorrosion).

## Jugendstil-Hallenbäder

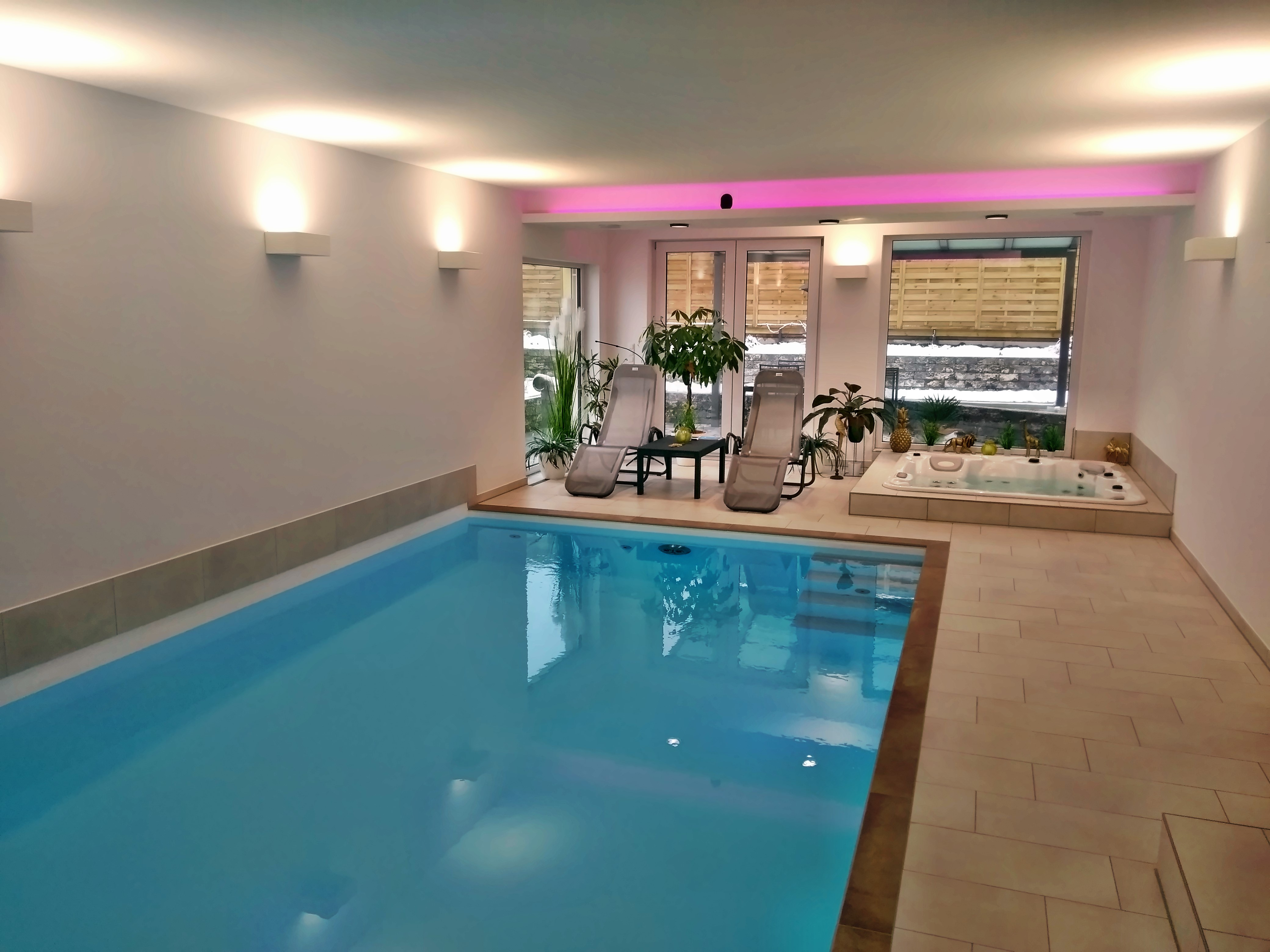
Hallenbad in einem privaten Einfamilienhaus

Nur wenige Hallenbäder haben beide Weltkriege und die mit der Zeit einhergehenden Korrosionsschäden überstanden. Die wenigsten sind derzeit noch in Betrieb. Die übrig gebliebenen Gebäude sind Zeugnis dafür, dass Jugendstil die ganze Lebensführung umfasste. Gesundheit als Anliegen in der Zeit wirtschaftlicher Prosperität war nicht selbstverständlich, sondern oft nur Sache weniger engagierter Bürger oder Sache von Mäzenen. Damals waren diese Schwimmbäder eher Badewannen-Ersatz als Freizeittempel.
Es sind noch in Nutzung:
- Elisabethhalle in Aachen
- Altes Stadtbad in Augsburg

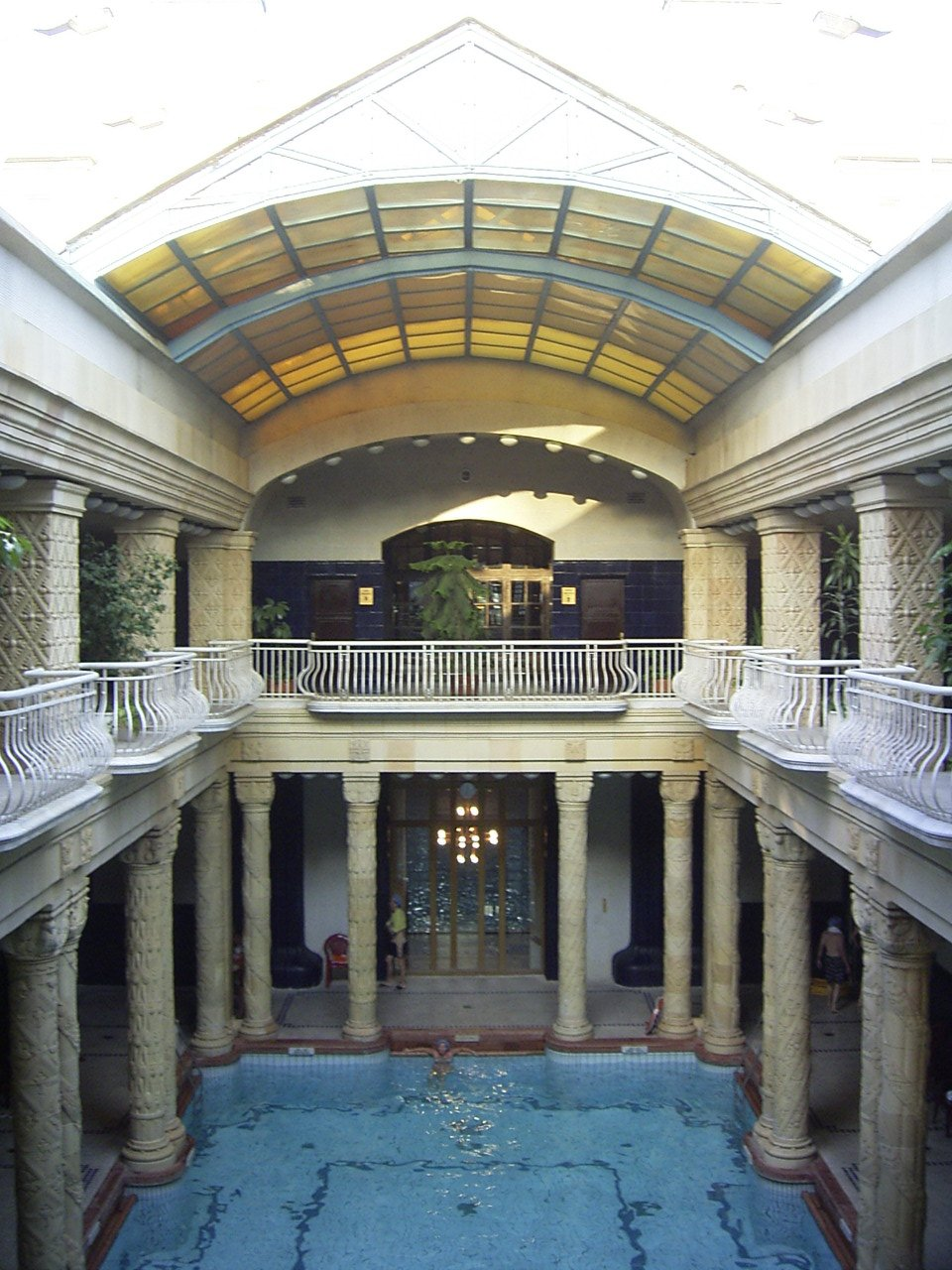
Gellértbad, Budapest

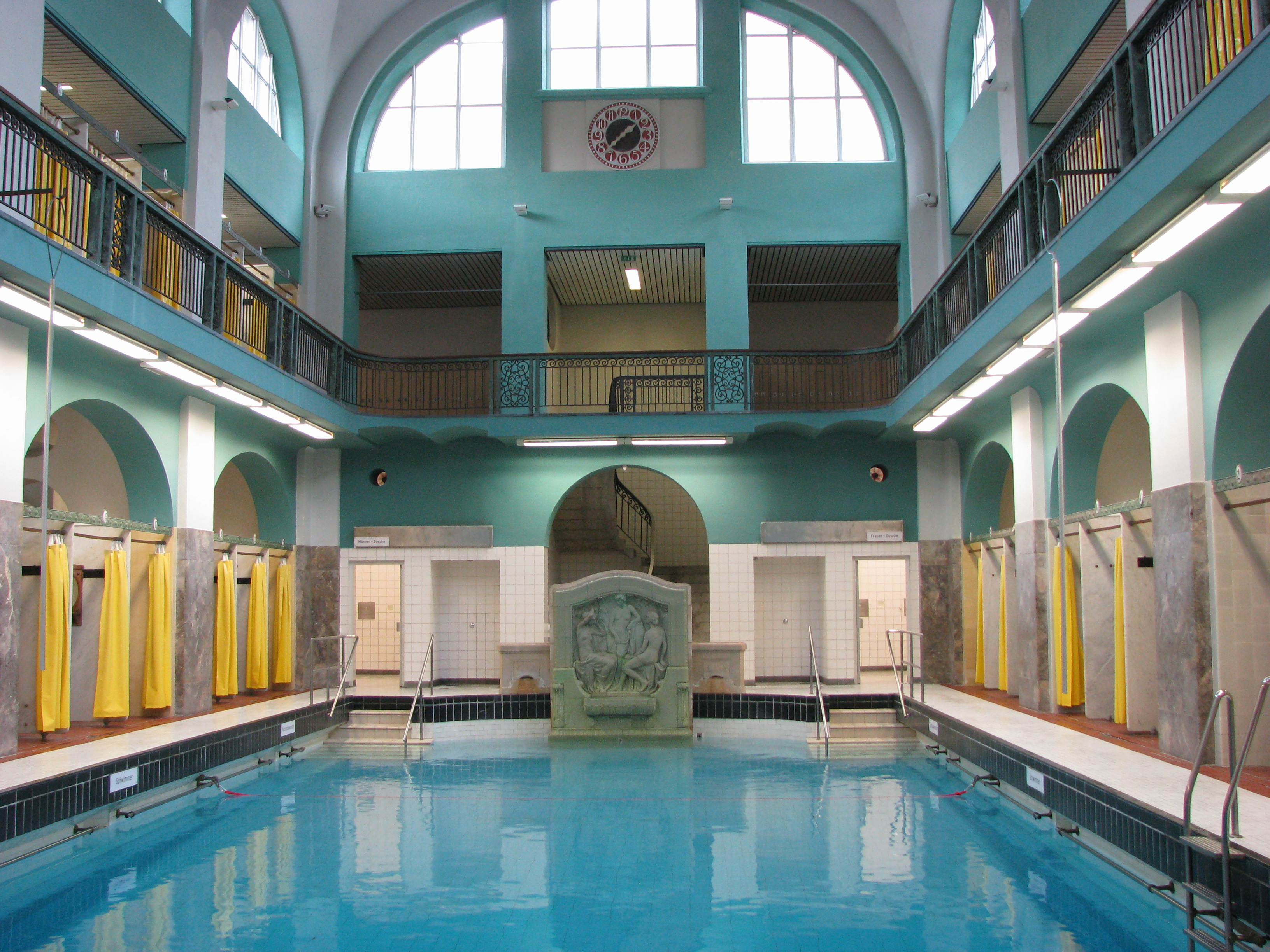
Kleines Bad der Elisabethhalle, Aachen

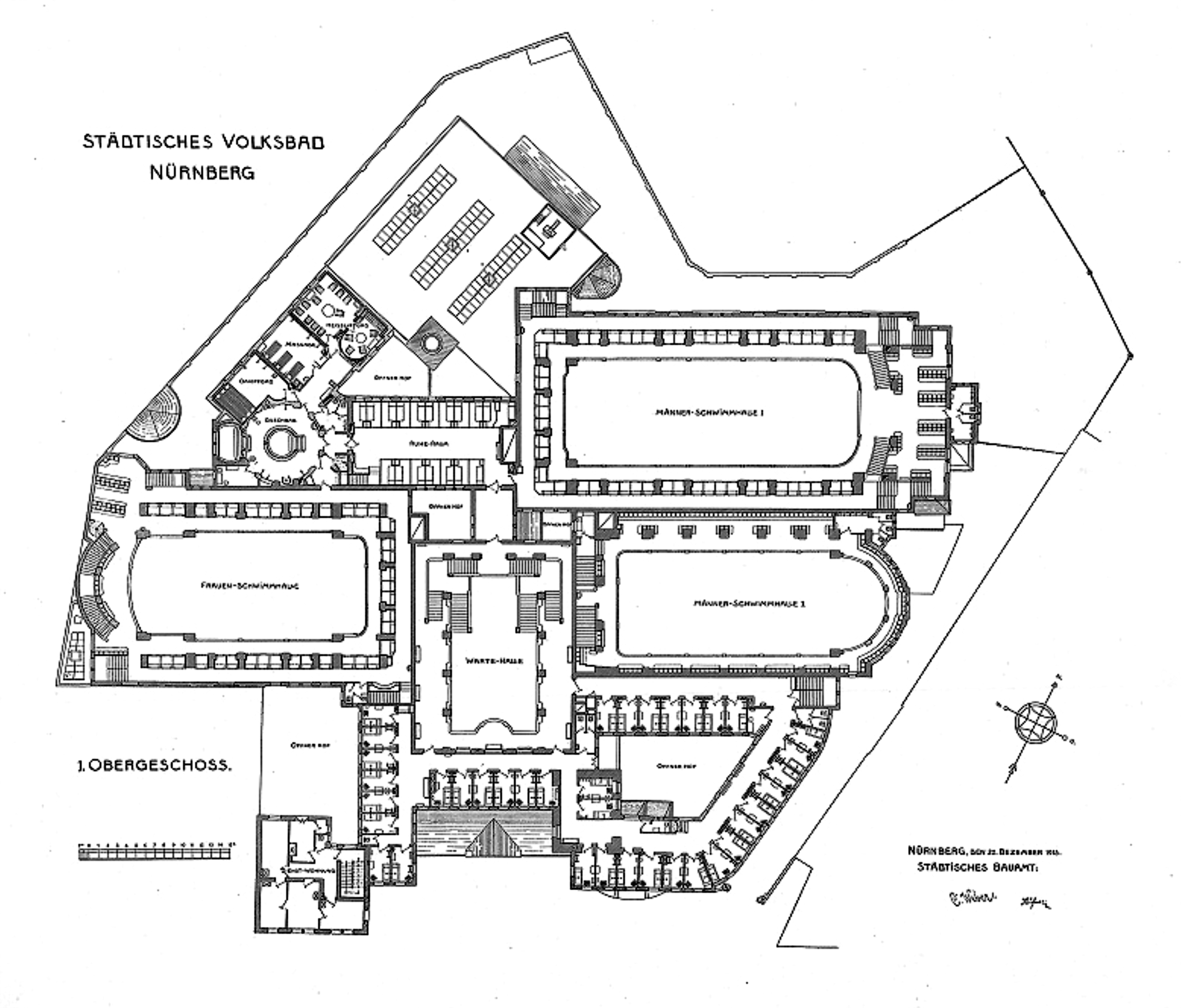
Grundriss Volksbad in Nürnberg mit drei Schwimmhallen

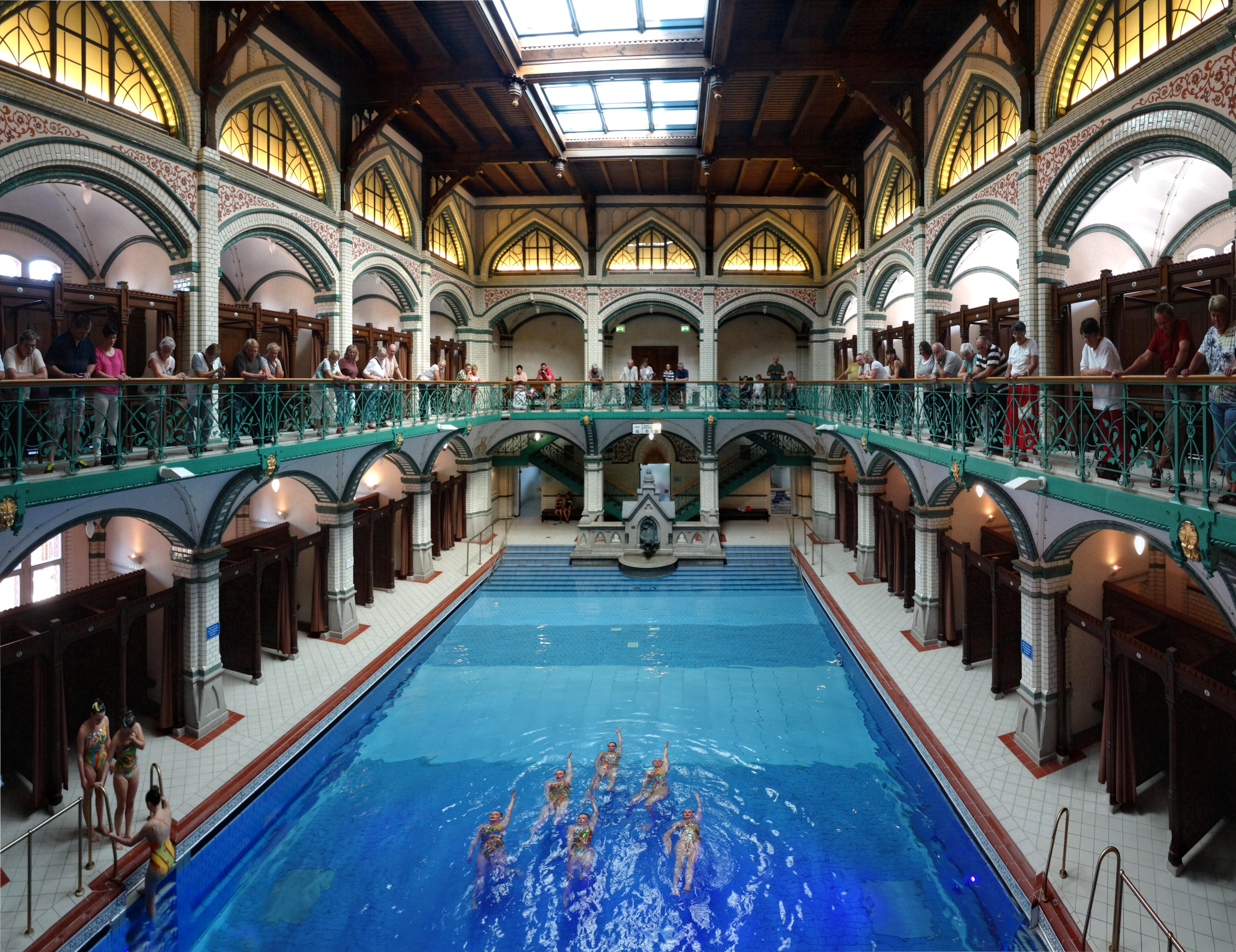
Johannisbad Zwickau

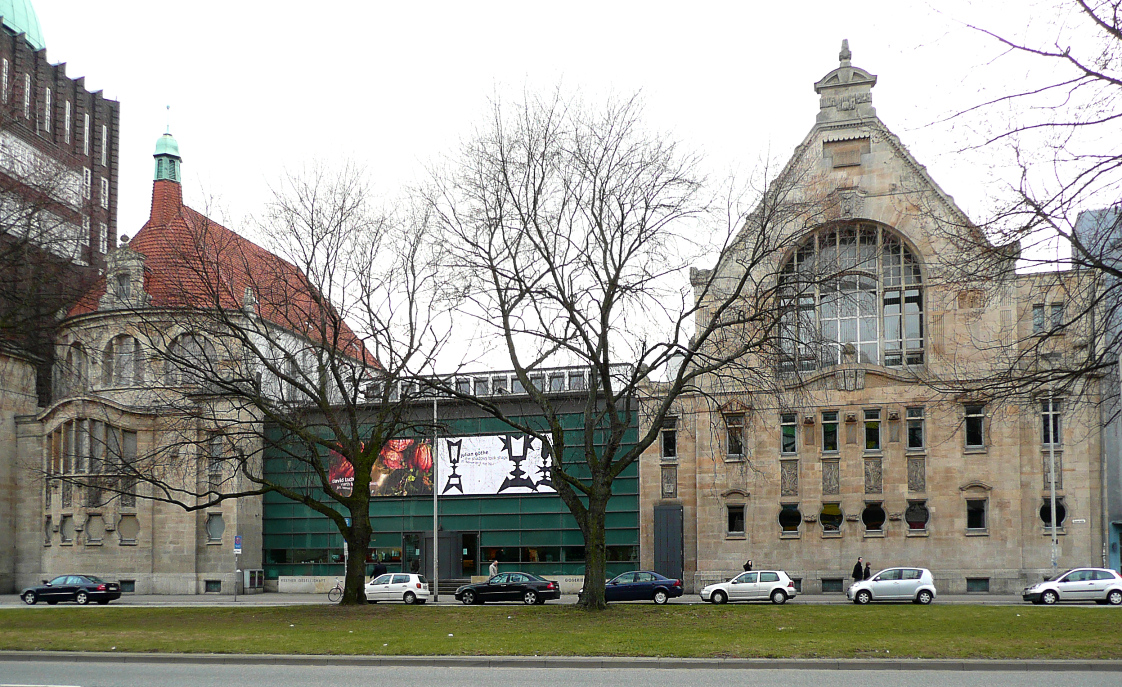
Goseriedebad in Hannover

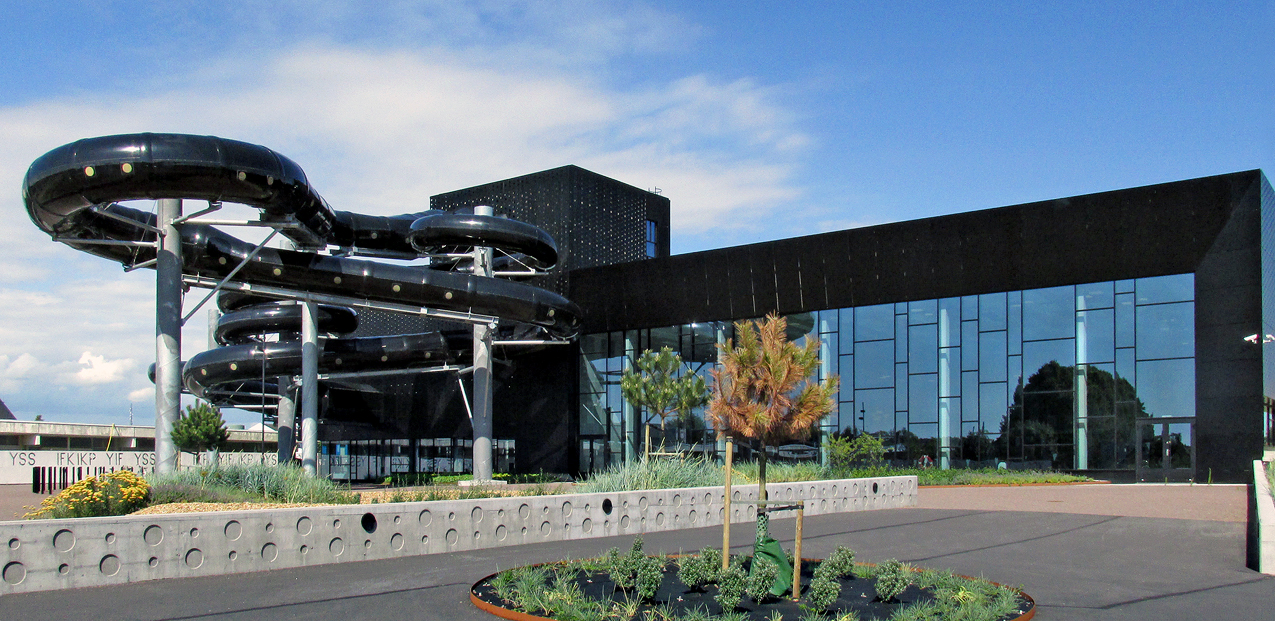
Ystads neues Hallenbad.

- Die Kuranlagen des Hotels Gellért in Budapest mit seiner Thermalquelle repräsentieren den Sezessionsstil. Der Hotelbau ist ein fast komplett erhaltenes Palast-Hotel.
- Jugendstilbad in Darmstadt, seit 1986 als Kulturdenkmal unter Denkmalschutz und 2008 renoviert wiedereröffnet.
- Stadtschwimmhalle Dessau, Baujahr 1907, Eröffnung im April 1907, Architekt Daniel Schultz; im Jahr 2006 umfassend saniert und modernisiert und als „Gesundheitsbad Dessau“ (Stadtschwimmhalle Dessau) wiedereröffnet.[2][3][4]
- Merkel’sches Schwimmbad in Esslingen am Neckar
- Stadtbad Halle (Saale) (1913–1915) nach Plänen von Stadtbaurat Wilhelm Jost errichtet.
- Herschel-Bad in Mannheim
- Müllersches Volksbad in München
- Volksbad in Nürnberg mit drei Schwimmhallen (Sanierung bis 2025)
- Paris:
  - 13. Arrondissement: Piscine de la Butte aux Cailles, 1922 von Louis Bonnier: ornamentale Backsteinfassade
  - 18. Arrondissement: Piscine des Amiraux, 1927–1930 von Henri Sauvage, unter Ensemble-Denkmalschutz, renoviert 2005; dieses Schwimmbad dient häufig als Filmkulisse, z. B. für den Film Die fabelhafte Welt der Amélie (Originaltitel: Le fabuleux destin d’Amélie Poulain)
- Stadtbad Quedlinburg. Die Städtische Badeanstalt und die Schwimmhalle wurden am 15. Oktober 1903 eröffnet. Das Hallenbad wurde auf dem Grundstück der Städtermühle am Damm gebaut. Beginnend ab 1994 wurde das Stadtbad Quedlinburg ständig modernisiert und wird seit 2014 von der Stadtwerke Quedlinburg GmbH geführt.[5]
- Volksbad St. Gallen
- Centralbadet in Stockholm von 1904
- Schwimm- und Thermalbad Bains Municipaux (1905–1908) von Fritz Beblo in Straßburg
- Stadtbad Viersen – Jugendstilbad mit einer Schwimmhalle (15 m langes Becken). Die ehemaligen Wannenbäder und Duschen wurden 2006 zu einer Saunalandschaft umgebaut.
- Jörgerbad im XVII. Wiener Bezirk (Hernals) zeigt Jugendstil, 1914 als Wannen-, Dampf- und Hallenschwimmbad unter dem Namen „Kaiser Franz Joseph-Bad“ eröffnet. Das Zentralbad im I. Bezirk ist in seiner Architektur nicht dem Jugendstil, sondern noch der Formensprache des Späthistorismus verpflichtet (für Männer ist es zugänglich). Es gab dort eine Reihe gekachelter Bäder im maurischen Stil. Dagegen weist sein Pendant in Stockholm tatsächlich Jugendstilarchitektur auf.
- Johannisbad in Zwickau[6][7]

Ungenutzt, umgenutzt oder abgerissen sind:
- Baerwaldbad in Berlin-Kreuzberg
- Ernst-Alexandrinen-Volksbad in Coburg
- Güntzbad in Dresden
- Städtisches Hallenbad in (Duisburg-) Ruhrort, heute Museum der Deutschen Binnenschifffahrt
- Bismarckbad in Hamburg-Altona, 1911, entstanden auf Betreiben des Ottenser Großindustriellen Hermann Bauermeister als „bestes Hallenbad Norddeutschlands“; gegen erhebliche Widerstände 2007 abgerissen.
- Goseriedebad in Hannover, errichtet nach dem Beschluss der städtischen Gremien vom 29. Oktober 1902 zum Bau einer Badeanstalt mit drei Schwimmbädern, vierzig Wannenbädern, einem Dampf- und Luftbad und einem Hundebad; im 21. Jahrhundert dient es teilweise der Kestnergesellschaft als Ausstellungsgebäude,[8] teilweise dem Hörfunksender Radio ffn.
- Städtisches Reinigungs- und Schwimmbad in Heidelberg-Bergheim, 1906 (Bauherr: Alois Veth; 1981 stillgelegt)[9]
- Städtisches Hallenbad im ehemaligen Hermannstadt (Rumänien), gestaltet nach dem Vorbild des Müller’schen Volksbades in München.
- Volksbad in Jena[10] Wiedereröffnung 2007 und Nutzung als Veranstaltungsort
- Volks- und Stadtbad in Meiningen, 1906, erbaut durch Karl Behlert für die Meininger Bade- und Dampfwaschanstalt AG; bis 2001 als Schwimmhalle genutzt; nach restaurierendem Umbau seit 2008 als Sporthalle genutzt.[11]
- Badehaus in Nordhausen